# X Division

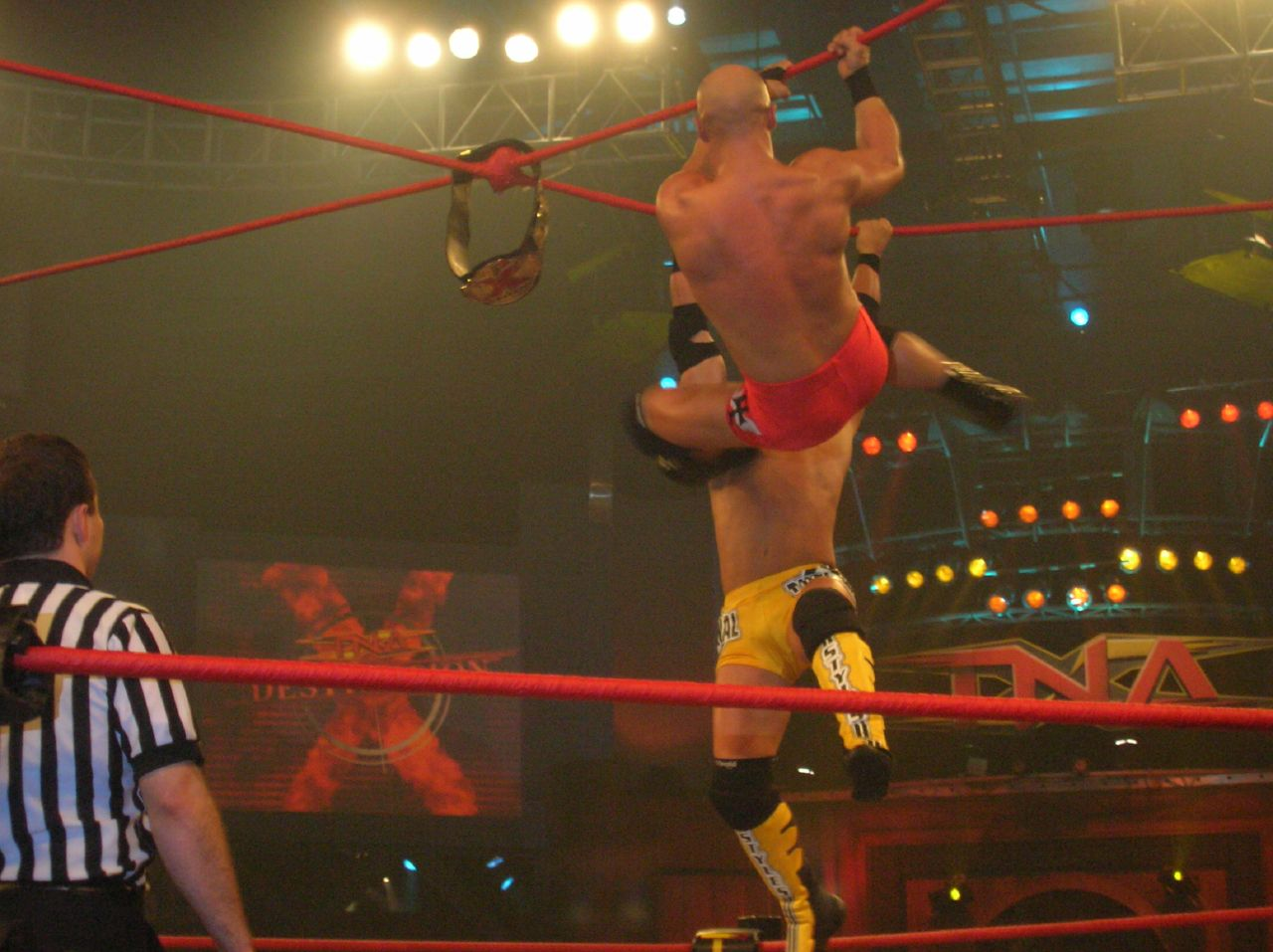
"High-Flyers", os ataques aéreos que são peças centrais da X Division.

A X Division é  o estilo de alto risco com constantes golpes aéreos de wrestling profissional, sendo originaria da Total Nonstop Action Wrestling e desde então, em várias promoções da NWA. Seu slogan é que  "It's not about weight limits, it's about no limits!" (Não existe os limites de peso, é sem limites!). O TNA X Division Championship foi conquistado por 33 lutadores diferentes desde 2002, e é atualmente detido por Tigre Uno, que está em seu primeiro reinado.

## História
Bem-sucedido nos anos 90, o estilo de wrestling de alto risco se tornou uma das características da World Championship Wrestling e, principalmente, da Extreme Championship Wrestling. Em vez de enfatizar o fato de que a maioria dos lutadores que realizam este estilo estão abaixo de 220 Libras  (100 kg), chamando-a de divisão "cruiserweight", a TNA decidiu enfatizar a natureza de alto risco dos movimentos que estes lutadores executam, eliminando todas as restrições em seus lutadores, permitindo-lhes realizar quase todos os golpes. De acordo com Bob Ryder em The History of TNA: Year 1, eles batizaram a divisão após o X Games. Até 2011, não havia limite de peso na X Division, embora, na prática, a maioria dos lutadores nesta divisão foram cruiserweights, com Samoa Joe (130 kg), Kurt Angle (100 kg) e Abyss (160 kg), sendo exceções notáveis. Para enfatizar ainda mais este ponto, o slogan "Não é sobre os limites de peso, é sobre nenhum limite" foi usado para descrever a divisão. No episódio de 11 de agosto de 2011, do Impact Wrestling, Eric Bischoff anunciou que a partir desse momento em diante, a X Division teria um limite de peso de 225 libras (102 kg). Apesar de não ter sido enfatizada ao longo de 2007 e ao longo de 2009, a X Division é geralmente considerada como uma das principais atrações da TNA.
Em uma luta three-way em 2005 entre Christopher Daniels, Samoa Joe e A.J. Styles, a Wrestling Observer deu a rara classificação de 5 estrelas a luta.
Kurt Angle acredita que a X Division passou a decair desde o seu ápice por volta de 2005. Naquele momento, a divisão foi baseada em Christopher Daniels, Samoa Joe e A.J. Styles. Ele também afirmou que gostaria de se juntar a X Division, para ajudá-la a criar suas próprias estrelas, em vez de confiar em um ex-WWE Superstar.
Uma das disputas mais intensas na X Division foi entre Christopher Daniels, Samoa Joe e A.J. Styles. A rivalidade começou quando Joe venceu o 2005 Super X Cup, tornando-se um dos melhores lutadores da categoria. Ambos, Daniels e Styles não gostavam de Joe, apesar de terem tido uma rivaludade entre eles.

## Torneios
Apenas os lutadores da X Division podem competir nos torneios TNA X Cup. A primeira edição do torneio foi o TNA 2003 Super X Cup, vencido por Chris Sabin. Por causa da resposta positiva para esse torneio, vários outros ocorreram desde então.

## Ultimate X
A luta Ultimate X, é um combate próprio da X Division. É muito semelhante a uma luta de escada, com excepção de que, em vez de haver escadas para capturar o objeto suspenso, há dois cabos que cruzam-se através do ringue, formando um grande "X", e o item de valor é pendurado no cruzamento dos cabos. O vencedor é aquele que salta até os cabos, usa as mãos e os pés para chegar ao centro do ringue, e pegar o item.
Foi originalmente criada em agosto de 2003, e a primeira luta foi entre Michael Shane, Frankie Kazarian e Chris Sabin. Desde então, ocorreram várias lutas Ultimate X, algumas pelo X Division Championship, outras pelo World Tag Team Championship.

## Recepção
A X Division é geralmente considerada como uma das atrações principais da TNA, justamente por ser uma divisão focada especialmente em lutadores com até 100 quilos (exceto por algumas exceções). Isso costumeiramente leva a combates intensos, com larga utilização de ataques aéreos.
A categoria é apresentada pela própria TNA como uma das maneiras que a promoção tem de se diferenciar das outras, assim como a utilização do ringue hexagonal.
A Three Way match entre Christopher Daniels, Samoa Joe e AJ Styles, em 2005, é considerada pelos fãs e pela crítica especializada como uma das mais memoráveis da história da divisão e da TNA.